# 碧桂園

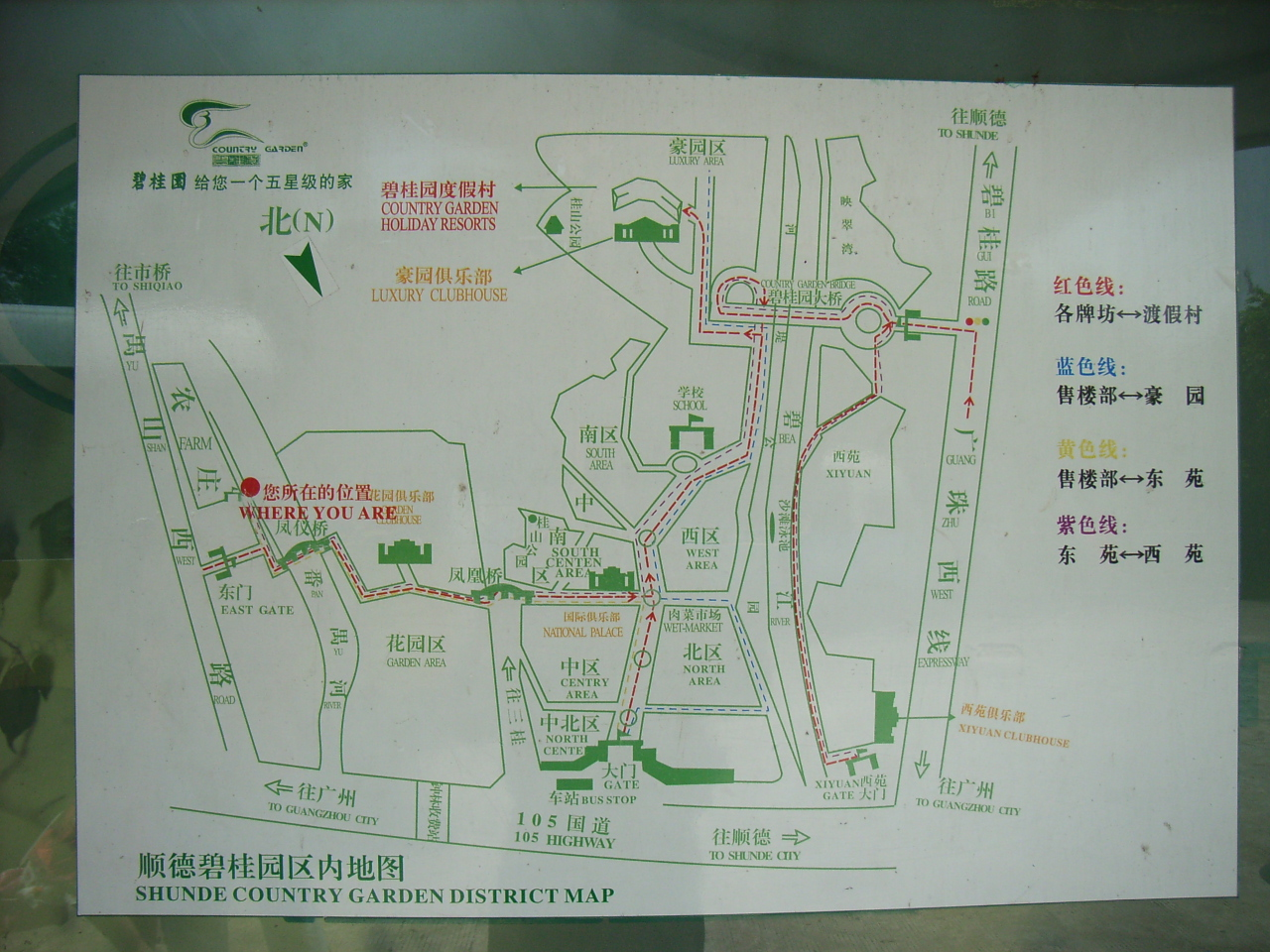
順德碧桂園地圖

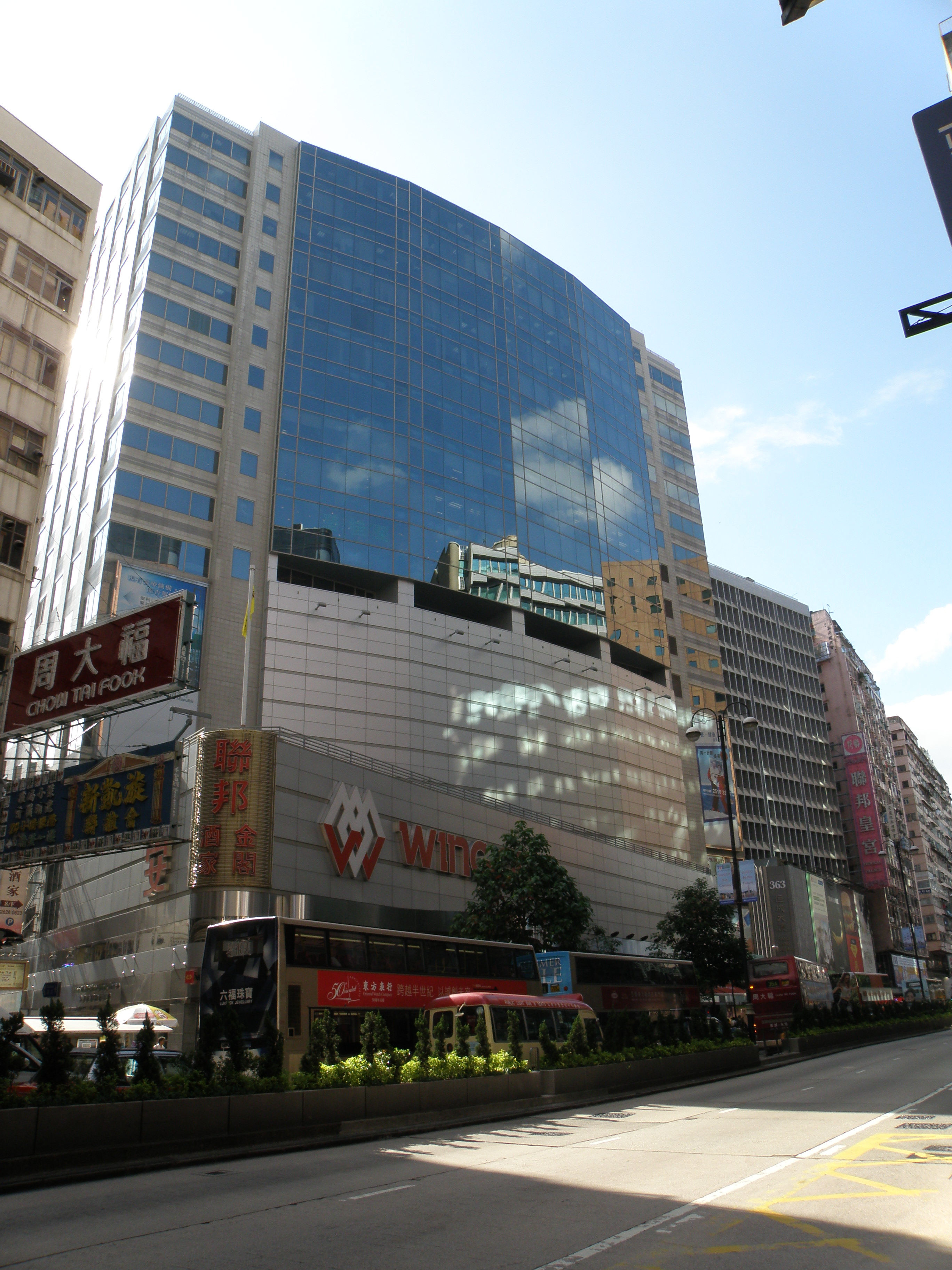
碧桂園香港展銷廳所在大廈 - 永安九龍中心

碧桂園控股有限公司（英語：Country Garden Holdings Company Limited，港交所：2007），是中國以一家房地產开发为主要业务的大型综合企业，名字由總部所在地廣東順德的「碧江村」和「三桂村」合稱而成。集团董事长是杨国强，公司總部設在廣東順德北滘镇。
碧桂园以高周转见称，开创了业内知名的“345”模式（即拿到土地后3个月内开盘、4个月内资金回正、5个月内资金再利用），其项目广泛布局于中国三四线城市，2017年至2022年销售额为全国乃至全球房企之首，高峰期年均销售额在7000亿人民币以上，被网民称为“宇宙第一房企”。

2023年8月10日，集團公告上半年虧損達人民幣450億元至550億元，12日再公告，11檔公司境內債券14日起停牌，停止交易，復牌時間另行確定。這11檔債券合計存續規模約人民幣157億元，均將於2024年6月底到期，此次公告不包括境外債券，繼5月被剔出國指後，19日再被剔出恆指成分股行列。

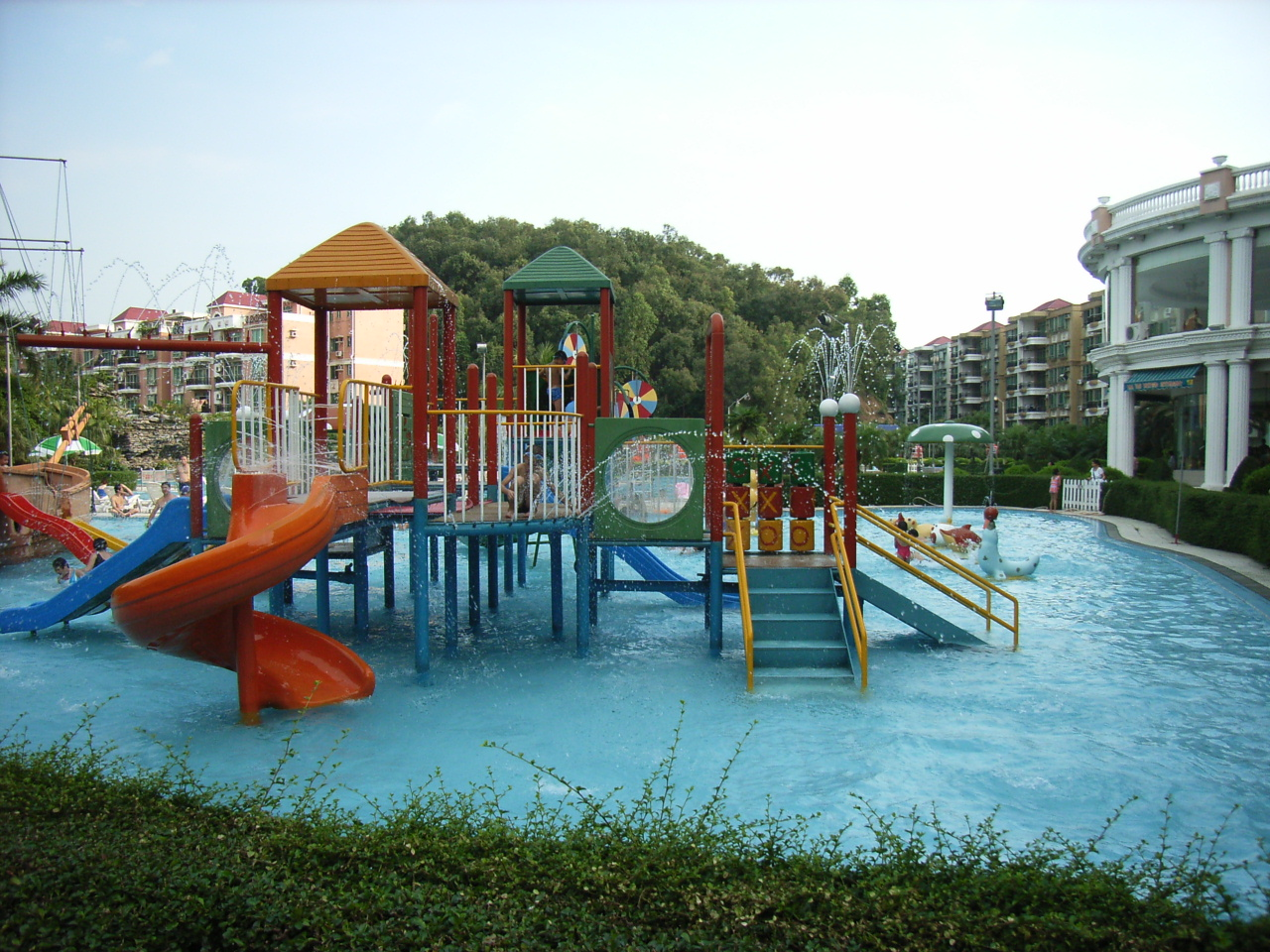
順德碧桂園正園會所的泳池，遠背景是園內住宅群

## 历史
1991年底，顺德北滘经济发展公司与另外两家公司合作成立顺德三和物业发展有限公司，负责开发一处位于顺德北滘镇碧江与三桂村之间的高端别墅群社区项目，1992年，定名为碧桂园。杨国强作为北滘经济发展公司代表，担任该项目开发公司总经理。1994年6月起，在楼市遇冷下，顺德碧桂园的两大股东接连选择退出，股份全部转让给北滘经济发展公司。出于对项目前景的看好，杨国强决定接管碧桂园项目。为促进项目销售，杨国强于1994年创办了广东碧桂园学校，开创了中国教育地产的先河，并在同年组建成立碧桂园车队。
1995年，碧桂园将酒店式服务模式引入住宅式物业管理，以“给你一个五星级的家”作为口号。
1998年，碧桂园走出顺德，进入外地市场。1999年，广州碧桂园开售，在国内首创春节开盘、全装修卖房、免费看楼巴士、老带新等创新营销手法，创下了当月销售3000套单位的纪录。2000年，广州华南碧桂园开售。
2004年，碧桂园开始向广州、佛山以外的珠三角地区拓展。2006年，碧桂园在广东省以外的首个项目长沙碧桂园威尼斯城正式开盘，正式迈开全国地产市场开拓的步伐。
2007年4月20日，碧桂园在香港联交所主板挂牌上市。
2008年，碧桂园加快了全国拓展步伐，在建项目与上市前相比增长了一倍。受2008年全球金融危机影响，全年仅实现合同销售175亿元，远低于最初设定的320亿元目标。
2013年，全年实现合同销售额约1060亿元，首次突破千亿大关，同年迁入新总部大楼，该大楼外墙由绿色植物覆盖，是全国首幢生态办公大楼。
2015年，碧桂园进军东南亚，在马来西亚柔佛州建造碧桂园森林城市项目。
2017年，获得全国房地产销售金额和销售面积双料冠军，首次跃居中国房企第一名，首次进入《财富》“世界500强”。
2018年3月，碧桂园物业在A股上市未果后，碧桂园宣布计划分拆其物业管理业务板块于香港主板独立上市，2018年6月19日，碧桂园服务在香港交易所主板上市。
2018年6月，碧桂园成立全资子公司碧桂园农业控股有限公司。2018年7月，碧桂园成立博智林公司，宣布进军机器人产业，杨国强更表示“碧桂园计划五年内在机器人领域投入至少800亿元”。2019年，碧桂园将企业重新定位为“为全世界创造美好生活产品的高科技综合性企业”，将现代农业、机器人与房地产并列为集团的“三驾马车”。
2022年，碧桂园营业收入同比下滑17.7%，销售额、销售面积下降超过三成，录得自上市以来的首次亏损
2022年6月，碧桂园将旗下建筑子公司和博智林公司整合成立碧桂园科技建筑集团，次年将房地产开发以及代建业务整合为碧桂园地产集团。
2023年2月，董事会主席及执行董事杨国强因年龄原因辞任，由其二女儿、联席主席杨惠妍接任，杨国强将以特别顾问的身份继续参与相关工作。
2023年5月，碧桂园被剔出恒生中國企業指數。
2023年8月，在2023年上半年出现较大亏损的情况下，碧桂园管理层致歉，称“公司面临自创办以来的最大困难”。8月19日，碧桂園被剔出恒生指数成分股行列。
2024年3月28日，碧桂园在港交所公告，于2024年4月2日暂停在联交所买卖。公司同时表示，延迟刊发2023年度业绩。
2024年5月17日消息，碧桂园清盘聆讯押后至6月11日。
2024年6月27日晚，在港上市的碧桂园公告，于2024年6月24日，接获联交所发出的复牌指引。复牌指引共三条，对碧桂园来说最重要的一条就是尽快刊发2023年业绩。
2025年1月13日，澎湃新闻从知情人士处获悉，碧桂园的控股股东有意将本金总额11亿美元的现有股东贷款，一半转为碧桂园的股票，一半转为碧桂园所持森林城市60%股权。
2025年1月14日，碧桂园（02007.HK）透露，2024全年碧桂园已累计交付房屋超38万套，近三年累计交付约170万套房屋。碧桂园透露，公司未来仍有约20万套房屋交付任务，公司将会依托当前各项利好政策，积极争取政府支持，努力盘活各类大宗资产及沉淀资金，竭尽全力获取一切资源支持交付工作的开展。碧桂园称，为加快回笼资金保交房，碧桂园自2022年以来，折价处置公车、大宗资产、难去化商业类沉淀资产回笼资金超600亿元。
2025年1月15日，碧桂园补发了2023年度全年业绩、2024年中期业绩。这也是自2024年4月份停牌以来，碧桂园首度发布财报。具体来看，碧桂园2023年全年实现总收入约4010亿元；同时，实现税前亏损约1673亿元。截至2024年6月30日，碧桂园实现总收入约1021亿元，实现税前亏损约108亿元。尽管公司出现亏损，但2024年上半年亏损额较2023年已大幅收窄。

## 事件

### 中国平安入股碧桂园
2015年4月1日，碧桂园（02007.HK）宣布引入中国平安作为其第二大股东。此次认购股份占碧桂园现有已发行股本的约10.99%，占经认购事项扩大后已发行股本约9.90%，这批股份禁售期为1年。认购完成后，中国平安将成为碧桂园第二大股东。但其最大股东仍为杨国强家族，其女碧桂园董事局副主席杨惠妍将持股53.6% ，其创业伙伴执行董事杨贰珠则持股4.51%。

### 房屋安全事件
2018年4月，碧桂园内部多份文件流出，其中提及了企业内部的“高周转”策略，其中如“通宵出图”（通过不眠不休加班完成图纸）、“35天交楼”等不合常理的短工期，引起了建筑和房地产业界的讨论，媒体也发出了批评。
而在接下来的时间内因加速施工，碧桂园旗下的房地产项目也频发安全事故：
碧桂园2018年安全事故
- 2018年4月7日，广西崇左工地坍塌，1死1伤。
- 2018年6月24日，上海奉贤模架坍塌，1人死亡，2人重伤，7人轻伤。
- 2018年7月12日，杭州萧山 基坑塌陷，引发路面塌陷、水管爆裂，危及周边建筑。
- 2018年7月26日，安徽六安工地活动板房，因降雨与大风坍塌  6人死亡、1人伤情危急、2人伤势较重。
- 2018年8月1日，江苏南通启东工地发生火灾事故无人员伤亡。

密集的安全事故引发联想，业界质疑高周转下的质量保证，媒体出现负面报道扎堆现象。8月3日，碧桂园举行媒体见面会，有消息称该会避重就轻，且给予到场媒体高额车马费，此法或涉及腐败。
2019年1月以来。碧桂园六安的“碧桂园·置地中央公园”项目不断遭到业主投诉，4月23日，碧桂园在六安的7个楼盘被暂停办理预售许可、网签备案和资金拨付等业务。
2023年6月，位于天津市津南区八里台东路碧桂园凤锦庭院居民楼發生傾斜。截至6月3日，已疏散3,899人。

### 马来西亚项目风波
2018年8月27日，马来西亚首相马哈迪·莫哈末表示，不会允许外国人在投资1,000亿美元的南部柔佛州“森林城市”项目中购买住宅。
|                                    | 有一件事是肯定的，将要建成的这座城市不能出售给外国人，我们不会给来这里居住的人发放签证，我们持反对意见，是因为它是为外国人建造的，不是为马来西亚人建造的。大多数马来西亚人无法购买那些住宅。 |
| ——马哈迪在吉隆坡举行的记者会上发言 | |

一位碧桂园公司人士表示，该公司对马哈迪的评论不予立即置评。兩天後，8月30日，马哈迪领导的內閣會議決議，該項目仍可以持續出售與外國人。僅對大量外國人將居住於該島上，表示擔心並會進行後續探討。

### 债务违约危机
2022年9月，評級機構標準普爾將碧桂園的信貸評級由「BB+」下調至「BB」，其後碧桂園向標準普爾主動申請撤銷信用評級。2023年8月3日，國際金融評級機構穆迪（Moody's）將碧桂園的信評由Ba3降至信用風險更高的B1「非投資等級」。8月初，碧桂園未能按時支付兩筆2250萬美元的債券利息，被指連利息也無法如期支付表明其流動性比預期還糟糕，投資者預期該公司將違約，使其於香港股市的價格從2018年1月最高港幣17.883元跌至23日最低的0.69元，已面臨小於1港元的下市風險。旗下預售房屋數量是恆大集團4倍的碧桂園之倒閉連鎖未爆彈效應被認為將比恆大債務危機更嚴重。華爾街日報直言中國大陸房地產業問題「最痛苦的時候還沒到來」，甚至明言中共中央总书记习近平不出手救助不行。
8月10日，碧桂园发布公告称，承认公司正遭遇“成立以来最大困难”，并将采取多项措施自救。翌日，碧桂园董事会主席杨惠妍联合总裁莫斌发表《致歉信》，强调“面对极端行业环境，公司坚持不躺平，上下同欲、攻坚克难，通过加快销售、盘活资产、削减支出、控股股东支持等措施千方百计全力自救，尽最大努力保交付、保信用”。8月12日，碧桂园旗下多只境内公司债券自8月14日开市起停牌。這意味著碧桂园开启债务重组。8月15日，國家統計局新聞發言人、國民經濟綜合統計司司長付凌暉对此回應稱，目前房地產市場總體處於調整階段，部分房企經營遇到一定困難，特別是一些龍頭房企債務風險有所暴露，影響了市場預期。付凌暉又说這些問題是階段性的，隨着市場調整機制逐步發揮作用，房地產市場政策調整優化，房企風險有望逐步得到化解。
截至2023年10月17日还款宽限期结束，碧桂园未能已达1540万美元的债券利息，债券受托人花旗国际向债券持有人发出的通知，正式认定碧桂园构成外债违约，要求相关债权人预做准备。
2024年1月, 集團董事局主席楊惠妍強調，2024年集團的重點工作仍然是保交付、保經營和保信用。2023年碧桂園累計交付超60萬套房屋，2024年公司預計交付量超48萬套。在保交付過程中有序修復資產負債表。
2024年2月27日，由於碧桂園未向Ever Credit Limited（建滔集团）支付约16亿港元的定期贷款及应计利息，Ever Credit Limited向香港特别行政区高等法院提出对碧桂園進行清盘。
2024年5月，碧桂园先是预告无法按期公布财报，接着又因资金链紧张无法偿付共6595万元的利息，导致2亿元股权被冻结，另遭执行近4000万元。
2024年11月，碧桂园为了加强流动性，再次挂牌出售资产，这次是佛山的地标性五星级酒店——佛山希尔顿酒店。该酒店位于佛山禅城区，处于佛山新城CBD的核心地段，属于碧桂园城市花园综合体项目的一部分。整个综合体项目的总建筑面积超过74万平方米。
2025年1月14日，碧桂园（02007.HK）发布2023全年及2024上半年财报。受到市场下行带来资产价格重估的影响，碧桂园在2023年和2024年上半年出现亏损，但亏损幅度收窄。其中到2024年中期，税前亏损缩减至108亿元。公司表示，业绩亏损主要因为一次性计提了较大比例的资产减值损失和坏账拨备，仅2023年，这两大因素占据了总亏损额度的大约7成。
2025年1月15日，碧桂园表示，预计在2025年上半年与境外债权人就债务重组方案达成一致，目前已就重组框架性条款与银团委员会达成原则性一致意见，并已公告披露进展。碧桂园同时表示，将继续积极就重组方案继续与各债权人进行磋商，并逐步落实重组支持协议签署、协议安排、新债务工具发行等一系列程序性工作。公司希望能尽快启动重组支持协议的签署。
2025年1月22日，天眼查法律诉讼信息显示，碧桂园地产集团有限公司新增2条被执行人信息，执行标的合计2.6亿余元，被执行人还包括荆门汇鑫置业有限公司、京山新碧房地产开发有限公司、泗县盈佳房地产开发有限公司，执行法院为湖北省荆门市中级人民法院、宿州市埇桥区人民法院。